# Динарска кућа
Динарска кућа је у основи дводелни тип куће намењен за становање превасходно сточарском газдинству која је била распрострањена на целу западну област Средњег Балкана чији се развој може пратити од краја 18. до средине 20. века. 

## Порекло
Динарска дводелна брвнара настала је на прелазу из 18. у 19. веку у изолованом и перифорном делу Османског царству те се прилично разликује од осталих савремених раскошних кућа које су биле под јачим оријенталним културним утицајем. 
Брвнаре, талпаре или гредаре градиле су се у сточарским крајевима, у селима разбијеног типа, где су домови удаљени један од другог. Брвнара је по правилу приземна зграда, некад само са једном просторијом. Брвнаре једноделног типа биле су главно место становања сељака сточара у 18. веку. Због честих ратова и феудалних односа сељаци чивчије-кметови градили су своје куће скромних размера. Доцније, услед промена у начину живота, економског развоја, оне се развијају у сложеније облике. Основни облик је брвнара - приземљуша, приземна једноделна кућа. 
Грађена је без темеља и у основи је квадратног или правоугаоног облика. Зидови су брвна-моснице или тесане греде, положене водоравно једна на другу. Кров је висок и стрм ради бржег одвођења падавинских вода. Покривена је сламом, даском, шиндром или шимлом ређаном на више редова. Врата се налазе у једном крају зграде, а не у средини као код дводелне брвнаре. Нема таван, а под је од набијене земље. На средини просторије налази се отворено огњиште. Уместо прозора, на брвнима су прорезани мали отвори. Први степен у развоју једноделне брвнаре је подела на кујну-кућу и собу. Првобитно унутрашње преграђивање је извршено ради заштите огњишта и лежаја око њега од ветра и промаје израдом једноставне плетене или дашчане ниже преграде, након овог уследила је и појаве засебне оставе-килера, малог мрачног одељења за смештај ситних ствари и одеће. Тек касније настаје права соба израдом преградних зидова и постављањем прозора. Соба нема директан улаз споља, већ се улазило из кујне-куће.

## Дводелна брвнара
Почетком 19. века, даљом еволуцијом брвнара се развија у висину. На падинама терена, на косини, зидају се уздуж камени темељи на којима се поставља кућа испод чијег дела се добија још једна просторија са доње стране: Клијет, подрум, изба или магаза. Као целина кућа је троделна, и у два нивоа. У доњем делу редовно је смештен њен трећи простор: клијет („кљетара""), док је стан, који заузима само горњи ниво је дводелни и састоји се од кујне „куће", која је позади и у коју се улази са терена са обе бочне стране и собе, смештене спреда, изнад клијета формуле К+С. У струци ова брвнара је позната је још и као „кућа на цј(ћ)елици". Дводелна брвнара је правогугаоне основе. Зидови су брвна водоравно наслагана везана у ћерт (угао). Кров је висок и стрм, покривен сламом, шиндром клисом, ламбом, на подвлачак и лепирицу. На крову се истицао димњак са капићем или самићем који штити ватру од кише и снега. У почетку, у првој половини 19. века, ове дводелне брвнаре на ћелици градили су сеоски кнезови и кметови, односно имућније сеоске газде, а постала је доступнија ширем слоју сеоског становништва средином 19. века. У првој половини 19. века, најизраженији тип ове куће била је брвнара осаћанка, која је добила назив према вичним мајсторима тесарима-дрводељама, из старе области Осат, у источној Босни са Дрине, док се у литератури овај тип куће још назива динарска и димница. Осим дрвене структуре, куће су грађене потпуно од камена, са дрвеним или сламнатим кровом. 
Данас, најстарија сачувана кућа овог типа потиче с почетка 19. века, а ради се о кући Милоша Обреновића из 1813. године, а најмлађа из средине 20. века. Други светски рат окончао је живот и примену дводелног динарског плана, јер последња динарска брвнара, која је била регистрована, изграђена је на Златару 1938. године. Међутим, такве брвнаре грађене су ипак и непосредно након рата, у Милаковићу на Јадовнику након чега се званично окончала њихова епоха. Од средине 19. века, од дводелног пратипа стана развија се троделна шема формуле К+2С, које упоредо, служе као полазни степен њеног даљег развоја, који се огледа са додавањем нових елемената на основну шема плана. У областима динарског подручја задружни породични живот је био веома развијен. Поред главне куће разијала се окућница у оквиру које су били и други објекти који су служили за становање или су имали привредну намену: вајат, млекар (мечар), кош, фуруна (вуруна), штала (ар), качара, пушница, свињац и кокошињац. Можда најзанимљивији објекат је био чардак, одвојац, конак или коначић, које су градили Осаћани по угледу на мусафеиране домаћих бегова. Коначић се састојао од две просторије, намењен је за госте и свечаности, а могли су да их приуште имућнији сељаци или сеоски трговци.
Од средине 19. века у Посавини, Поморављу, околини Београда и Подунављу због сече шума и претварање крчевина у обрадиво пољопривредно земљиште почињу постепено да се уместо дрвене структуре (брвнаре) граде куће полубрвнаре-получатмаре (бондрук) структуре и куће изграђене само од чатме или ћерпича бондручне конструкције са благо нагнутим ћерамидним кровом. Полубрвнаре су касније рашириле на већи део Шумадије и Доње Подриње, док су куће чатмаре еволуирале у Моравску кућу које је била заступљена у Поморављу, Подунављу и источној и јужној Србији. У другој половини 19. века постепено се уводе нове структуре у народном градитељству али и нови елементи попут ћерамиде и земљане пећи. У многим случајевима структуре куће је мешовита и од брвана и од чатме и од камена. Можда једна од најбољих примера динарске куће мешовите структуре представља сачувана родна кућа Живојина Мишића у Струганику. У свим структурама, каменој, дрвеној и мешовитој, у кујни динарске куће предвиђено је отворено огњиште, а кујна је без таваница. Дим са огњишта слободно се шири по простору кујне и тавана и полако се извлачи кроз отворе у крову.
Динарска дводелна кућа послужила је као основа варошке-градске куће, куће вароши, динарских области и то је њен највећи домет. Дводелна основа у овом случају развијала се и у ширину и у висину. У ширину се развијала додавањем нових елемената. Кућа се развијала не само повећањем бројем простора, него и повећањем степена удобности. Коначни степен развоја представљаће тип двоетажне куће, петоделне шеме плана. Главни простори куће распоређени су на спрату. Можда најбољи примери варошке куће представљају куће Рашида Ђатовића и Крсте Вуловића у Сјеници, које представљају дериват троделног динарског плана настао преграђивањем.

## Камена кућа
Од црногорског крша, преко херцеговачке хумине до далматинске загоре главно место становања сточарских задружних породица била је кућа камене структуре. Једноделна камена приземљуша одговара једноделној брвнари. Измешана је са дрвеним кућама где почиње динарска шумска област, од великих красних поља западне Босне, северних планина Херцеговине до Старог Влаха. 
Зидана је каменом, покривена је ражаном сламом и плочом, ретко даском, а касније црепом. Једноделна кућа приземљуша- кљетара, фиџурица или потлеуишица је правоугаоне основе, зидови су сложени од ломљеног камена. Кров је двоводан, висок и стрм, прекривен сламом шеваром или каменом плочом, те се кућа због тога још назива плоча или палача. Просторија у кући се назива огњеницом или кужином. Под је од набијене земље, ледине, ређе од плоча или камена. Отворено је огњиште, које је смештено ближе ужем зиду, док се врата налазе на једном од двеју дужих страна.
Први степен у развоју, једноделна камена проземљуша добија преграђивањем унутрашњости од плетеног прућа обљепљеног блатом две или три просторије. У каснијем периоду долази до градње дугачке куће са две или три просторије које су преграђене ниским зидовима на две или три „куће".
Даљом еволуцијом приземљуша се развија у двоспратну кућу, која ће током прве половине 20. века постати општи тип куће динарских красних области.

## Наслеђе
Једни од највећих поборника савремене интерпретације народног градитељства на прелазу из 20. у 21. век су архитекта проф. др Божидар Петровић и филмски редитељ Емир Кустурица.